# 大沢村 (長野県)
大沢村（おおさわむら）は長野県南佐久郡にあった村。現在の佐久市大沢にあたる。

## 歴史
- 1889年（明治22年）4月1日 - 町村制の施行により、南佐久郡大沢村が単独で自治体を形成。
- 1954年（昭和29年）4月1日 - 南佐久郡野沢町・桜井村・岸野村・前山村と新設合併し、改めて野沢町が発足。同日大沢村廃止。